# Centrale nucléaire de Chin Shan
La centrale nucléaire de Chin Shan est située à l'extrémité septentrionale de l'île de Taïwan.

## Description et historique
La centrale est équipée de deux réacteurs à eau bouillante REB de 604 MWe  :
- Chin Shan 1 : 604 MWe, mise en service en 1978 pour 40 ans,
- Chin Shan 2 : 604 MWe, mise en service en 1979 pour 40 ans.

La construction des réacteurs a été réalisée par les compagnies américaines :
- General Electric Co. pour la turbine et le réacteur (BWR-4 Mark 1)
- Westinghouse Electric Corporation pour les générateurs de vapeur.

Le propriétaire-exploitant est Taiwan Power Co.
Les 2 réacteurs ont été définitivement mis à l’arrêt en octobre 2018.
Le processus de démantèlement a officiellement commencé en décembre 2018,.